# Định giá cổ phiếu
Định giá cổ phiếu (Stock valuation) hay còn gọi là thẩm định giá là phương pháp đánh giá, tính toán các giá trị lý thuyết của các công ty và cổ phiếu của các công ty đó. Mục đích chính của các phương pháp này là dự đoán giá thị trường trong tương lai, hoặc nói chung hơn là giá thị trường tiềm năng, nhằm mục đích kiếm lợi nhuận từ biến động giá – các cổ phiếu được đánh giá là bị định giá thấp (so với giá trị lý thuyết của chúng) sẽ được mua vào, trong khi cổ phiếu được đánh giá là được định giá cao sẽ được bán ra, với kỳ vọng rằng các cổ phiếu bị định giá thấp sẽ tăng giá trị tổng thể, trong khi các cổ phiếu được định giá cao sẽ giảm giá trị tổng thể. Giá mục tiêu (Target price) là mức giá mà một nhà phân tích tài chính tin rằng một cổ phiếu được định giá hợp lý so với thu nhập dự kiến và lịch sử giao dịch của nó. 
Theo quan điểm dựa trên phân tích cơ bản, định giá cổ phiếu dựa trên các yếu tố cơ bản nhằm đưa ra ước tính về giá trị nội tại của một cổ phiếu, dựa trên dự đoán về dòng tiền trong tương lai và lợi nhuận của doanh nghiệp. Phân tích cơ bản có thể được thay thế hoặc bổ sung bằng các tiêu chí thị trường – thị trường sẽ trả bao nhiêu cho cổ phiếu, không tính đến giá trị nội tại. Những tiêu chí này có thể được kết hợp thành "dự đoán về dòng tiền/lợi nhuận trong tương lai (cơ bản)", cùng với "thị trường sẽ trả bao nhiêu cho những khoản lợi nhuận này?". Những tiêu chí này có thể được coi là "cung và cầu" – yếu tố nào tạo nên nguồn cung (cổ phiếu) và yếu tố nào thúc đẩy nhu cầu (thị trường) đối với cổ phiếu?. Định giá cổ phiếu khác với định giá doanh nghiệp, tức là tính toán giá trị kinh tế của quyền lợi của chủ sở hữu trong một doanh nghiệp, được sử dụng để xác định mức giá mà các bên quan tâm sẵn sàng trả hoặc nhận được môi giới để thực hiện việc bán doanh nghiệp.

## Tiêu chuẩn
Có nhiều cách khác nhau để thẩm định giá cổ phiếu. Điều quan trọng là phải tính đến từng cách tiếp cận khi xây dựng khung đánh giá chung về cổ phiếu. Nếu định giá của một công ty thấp hơn hoặc cao hơn các cổ phiếu tương tự khác, thì bước tiếp theo sẽ là xác định nguyên nhân. Cách tiếp cận đầu tiên, đó là phương pháp phân tích cơ bản, thường liên quan đến các nhà đầu tư và chuyên gia phân tích tài chính sử dụng và kết quả của nó được dùng để thuyết minh cho giá cổ phiếu. Phương pháp định giá cổ phiếu hợp lý nhất về mặt lý thuyết, được gọi là "định giá thu nhập" hoặc phương pháp dòng tiền chiết khấu (DCF), đây là phương pháp này được áp dụng rộng rãi trong mọi lĩnh vực tài chính. Có lẽ phương pháp cơ bản phổ biến nhất là tỷ lệ P/E (Tỷ lệ giá trên thu nhập). Ví dụ về "định giá tương đối" này dựa trên các tỷ lệ lịch sử và nhằm mục đích gán giá trị cho một cổ phiếu dựa trên các thuộc tính có thể đo lường được. Hình thức định giá này thường là yếu tố thúc đẩy giá cổ phiếu dài hạn. Cách tiếp cận thay thế – Phân tích kỹ thuật – là dựa vào đánh giá về cung và cầu theo đó đơn giản là càng có nhiều người muốn mua cổ phiếu thì giá cổ phiếu sẽ càng cao, và ngược lại, càng có nhiều người muốn bán cổ phiếu thì giá cổ phiếu sẽ càng thấp. Hình thức định giá này thường thúc đẩy xu hướng thị trường chứng khoán ngắn hạn, và gắn liền với những nhà đầu cơ trái ngược với các nhà đầu tư.

### DCF
Phương pháp dòng tiền chiết khấu (DCF) liên quan đến việc chiết khấu lợi nhuận (cổ tức, thu nhập hoặc dòng tiền) mà cổ phiếu sẽ mang lại cho cổ đông trong tương lai gần và đôi khi là giá trị cuối cùng khi thanh lý, tùy thuộc vào phương pháp định giá. Phương pháp DCF giả định rằng lãi suất vay và cho vay là như nhau. Tỷ lệ chiết khấu thường bao gồm phí bảo hiểm rủi ro thường dựa trên mô hình định giá tài sản vốn. Vào tháng 7 năm 2010, một tòa án Delaware đã ra phán quyết về các đầu vào thích hợp để sử dụng trong phân tích dòng tiền chiết khấu trong một tranh chấp giữa các cổ đông và một công ty về giá trị hợp lý thích hợp của cổ phiếu. Trong trường hợp này, mô hình của các cổ đông đưa ra giá trị là 139 đô la cho mỗi cổ phiếu và mô hình của công ty đưa ra giá trị là 89 đô la cho mỗi cổ phiếu. Các đầu vào bị tranh chấp bao gồm tỷ lệ tăng trưởng cuối cùng, phí bảo hiểm rủi ro vốn chủ sở hữu và beta.

### EPS
Thu nhập trên mỗi cổ phiếu (EPS) là thu nhập ròng dành cho các cổ đông phổ thông của công ty chia cho số lượng cổ phiếu đang lưu hành. Thông thường, sẽ có hai loại EPS được liệt kê gồm EPS theo GAAP (Nguyên tắc kế toán được chấp nhận chung) và EPS theo mẫu, nghĩa là thu nhập đã được điều chỉnh để loại trừ bất kỳ khoản mục nào một lần cũng như một số khoản mục không phải tiền mặt như khấu hao thiện chí hoặc chi phí quyền chọn cổ phiếu. Điều quan trọng nhất cần tìm kiếm trong số liệu EPS là chất lượng chung của thu nhập. Đảm bảo rằng công ty không cố gắng thao túng số liệu EPS của họ để làm cho nó có vẻ như họ có lợi nhuận cao hơn. Ngoài ra, hãy xem xét mức tăng trưởng EPS trong nhiều quý/năm qua để hiểu mức độ biến động của EPS công ty và để xem liệu công ty này có kém cỏi hay vượt trội. Nói cách khác, công ty có liên tục vượt qua kỳ vọng hay doanh nghiệp sẽ liên tục điều chỉnh lại và hạ thấp dự báo của mình không. Con số EPS mà hầu hết các nhà phân tích sử dụng là EPS theo mẫu. Để tính toán con số này bằng việc sử dụng thu nhập ròng loại trừ bất kỳ khoản lãi hoặc lỗ một lần nào và loại trừ bất kỳ khoản chi phí không phải tiền mặt nào như khấu hao thiện chí. Không loại trừ chi phí bồi thường không phải tiền mặt vì điều đó ảnh hưởng đến thu nhập trên mỗi cổ phiếu. Sau đó, chia số này cho số lượng cổ phiếu đã pha loãng hoàn toàn đang lưu hành. Có thể tìm thấy số liệu EPS lịch sử và dự báo cho 1–2 năm tới bằng cách truy cập các trang web tài chính miễn phí như Yahoo! Finance (nhập mã chứng khoán và sau đó nhấp vào "ước tính").

### P/E
Khi nhà phân tích có một số báo cáo số liệu EPS (lịch sử và dự báo), nhà phân tích sẽ có thể xem xét kỹ thuật định giá phổ biến nhất được sử dụng, tỷ lệ giá trên thu nhập hoặc P/E. Để tính toán con số này, người ta chia giá cổ phiếu cho con số EPS (giá trên thu nhập) hàng năm. Ví dụ, nếu cổ phiếu đang giao dịch ở mức 10 đô la và EPS là 0,50 đô la, thì P/E là 20 lần. Một phân tích đầy đủ về bội số P/E bao gồm việc xem xét các tỷ lệ lịch sử và kỳ hạn. P/E lịch sử được tính bằng cách lấy giá hiện tại chia cho tổng EPS trong bốn quý gần nhất hoặc của năm trước. Xu hướng lịch sử của P/E cũng nên được xem xét bằng cách xem biểu đồ P/E lịch sử của nó trong vài năm qua (người ta có thể tìm thấy biểu đồ này trên hầu hết các trang web tài chính như Yahoo Finance). Cụ thể, hãy xem xét phạm vi P/E đã giao dịch để xác định xem P/E hiện tại là cao hay thấp so với mức trung bình lịch sử của nó. P/E kỳ hạn phản ánh sự tăng trưởng của công ty trong tương lai. P/E dự phóng được tính bằng cách lấy giá cổ phiếu hiện tại chia cho tổng ước tính EPS cho bốn quý tiếp theo hoặc ước tính EPS cho một hoặc hai năm dương lịch hoặc tài chính tiếp theo. P/E thay đổi liên tục. Nếu có sự thay đổi lớn về giá cổ phiếu hoặc nếu ước tính thu nhập (EPS) thay đổi, tỷ lệ này sẽ được tính toán lại.